# Peter Csihas
Peter Csihas, född 15 juni 1945 i Ungern, död 4 februari 2011 i Stockholm, var en svensk illustratör, serieskapare och regissör.
Han illustrerade böcker åt bland andra Lennart Hellsing och Beppe Wolgers samt tecknade en serieversion av Sven Wernströms bok De hemligas ö, vilken publicerades som följetong i Kamratposten från 1976.
Under 1960- och 1970-talen var han sambo med författaren Bodil Malmsten och paret fick dottern Stefania Malmsten. Han var bosatt i Stockholm.

## Filmografi (regi)
- 1969 – Lille Ludvig
- 1970 – Daghemmet och den elektriska draken
- 1971 – Benny